# Peter Rauhofer
Peter Rauhofer (Viena, 29 de abril de 1965 - Nova York, 7 de maio de 2013) foi um DJ e produtor musical austro-americano com vasta experiência em música eletrônica.
Além de suas atividades como DJ, trabalhou como produtor musical e lançou vários álbuns de estúdio e músicas remixadas por artistas de renome como Madonna, Britney Spears, Kylie Minogue, Cher, Seal, Depeche Mode, Mariah Carey, Whitney Houston, Janet Jackson e Christina Aguilera, entre outros .
Sob o pseudônimo "Club 69", Peter ganhou o Grammy de Melhor Remix - Música Não-clássica em 2000, com um remix tema "Believe" (intitulado "Believe (Club 69 Remix)), da cantora pop americana Cher. Foi dono da gravadora de tribal house Star 69.
Peter Rauhofer morreu aos 48 anos, vítima de um tumor no cérebro.